# موريس هيرش
موريس هيرش (بالإنجليزية: Morris Hirsch) هو رياضياتي أمريكي، ولد في 28 يونيو 1933 في شيكاغو في الولايات المتحدة.